# Клаудио Браво
Клаудио Андрес Браво Муньос (на испански: Claudio Andrés Bravo Muñoz) е бивш чилийски вратар.
Прекарва по-голямата си част от кариерата с Реал Сосиедад в Испания, като има 237 официални мача с екипа на „баските“. Професионалната му кариера започва през 2002 с екипа на Коло-Коло.
Представя националния отбор на Чили в две Световни първенства и три пъти в Копа Америка.

## Клубна кариера

### Коло-Коло
Браво е роден във Вилуко, провинция Маипо. Баща му го записва в младежката академия на Коло-Коло. Там той получава прякора „Condor Chico“. Професионалният му дебют е през 2002 г.
След контузията на Едуардо Лобос, Клаудио Браво получава шанс да се докаже. За негово нещастие обаче, той също се контузва. Възстановява се в средата на 2003 г. и става титуляр на вратата на своя отбор.
През 2006 г. печели първата си титла – Апертура. На финала спасява акробатично дузпа срещу отбора на Универсидад де Чили.

### Реал Сосиедад
През сезон 2006/07, Браво подписва петгодишен договор с Реал Сосиедад, като Коло-Коло получава около 1,2 млн. евро от сделката. Започва кариерата си като резерва, но впоследствие се превръща в твърд титуляр. Въпреки че новият му отбор изпада в Сегунда Дивисион, Браво завършва на 5-о място за трофея Рикардо Самора за най-добър вратар в Ла Лига.
На 14 февруари 2010 г., Браво вкарва първия си гол за Реал Сосиедад. Той е от пряк свободен удар срещу отбора на Химнастик де Тарагона.

## Национален отбор
Клаудио Браво прави дебюта си за Чили срещу Парагвай на 11 юли 2004 г. в Копа Америка. След това запазва мястото си за останалите мачове от квалификациите за Монидиал'06.
След като Марсело Салас се отказва от футбола неговата капитанска лента наследява именно Браво.
На Световното първенство в Южна Африка през 2010, Браво изиграва всичите четири мача за Чили.
Повикан е и за Световното първенство в Бразилия през 2014, като помага за класирането на Чили на осми-финалите, като в един от мачовете отборът му побеждава и предишния Световен шампион Испания с 0-2. По този начин испанците отпадат от турнира доста рано.

## Успехи
Барселона
- Примера дивисион (1): 2014-15
- Купа на краля (1): 2014-15
- Шампионска лига (1): 2014-15